# James William Helenus Trail
James William Helenus Trail (Birsay, islas Órcadas, 4 de marzo de 1851, - 1919) fue un médico, naturalista, micólogo, y botánico británico.
A los once años, fue enviado a la escuela en Aberdeen, y años más tarde ingresa a la Universidad de Aberdeen. Con posterioridad fue profesor de Botánica.
Trabajó intensamente en "palmas", con el Herbario de Londres de la flora brasileña. Y viajó en repetidas ocasiones a Brasil, la 1ª en 1873 como botánico de la "Amazon Steam Navigation Co.", durante dos años.
En 1876 es botánico en la Colonia de la Guayana Británica, pero al año siguiente es designado Profesor Regio, de aquella Universidad; sucediendo a George Dickie (1812-1882).
De a 1877 a 1919, es profesor de la Universidad de Aberdeen, donde actúa en su mejora de edificios y equipamiento. En 1903, juega un importante rol en establecer un Colegio de Agricultura. En 1904, ayuda en la creación del Profesorado en forestación. Puso además en funcionamiento tres fondos de ayuda financiera a la educación en Historia natural, investigación y materiales. Una contribución trascendental a la ciencia fue acrecentar la cantidad de especímenes y su organización de las colecciones de la flora del nordeste de Escocia.

## Honores
Fue presidente de la "Sociedad Micológica Británica", en 1902.

## Obra
Escribió 'Flora de Aberdeen', en "James William Helenus Trail: A Memorial Volume', Aberdeen Natural History and Antiquarian Society, 4 (Aberdeen: Aberdeen University Press, 1923).
- La abreviatura «Trail» se emplea para indicar a James William Helenus Trail como autoridad en la descripción y clasificación científica de los vegetales.[1]